# Ibiassucê
Ibiassucê este un oraș în statul Bahia (BA) din Brazilia.